# Gör dig till hund
Gör dig till hund är ett studioalbum av Pernilla Andersson, utgivet 29 oktober 2008 på skivmärket Sheriff.

## Låtlista
| Nr           | Titel                                    | Längd |
| ------------ | ---------------------------------------- | ----- |
| 1.           | Vintern blev för lång                    | 4:56  |
| 2.           | Johnny Cash & Nina P.                    | 3:57  |
| 3.           | Gör dig till hund                        | 3:16  |
| 4.           | Jag och min far (tillsammans med Dregen) | 3:32  |
| 5.           | Våga vara svinet                         | 3:46  |
| 6.           | Ystad badflicka 1957                     | 3:50  |
| 7.           | Fallna änglar                            | 4:57  |
| 8.           | Skratta mig bort                         | 2:54  |
| 9.           | Bränn mina vingar                        | 6:11  |
| 10.          | Brev från Amerika                        | 4:38  |
| Total längd: | Total längd:                             | 41:57 |

## Listplaceringar
| Lista (2008) | Topplacering |
| ------------ | ------------ |
| Sverige      | 34           |